# Melba Montgomery
Melba Montgomery (Iron City, Tennessee, Estados Unidos; 14 de octubre de 1938 – Nashville, Tennessee, Estados Unidos; 15 de enero de 2025) fue una cantante estadounidense de música country.
Es conocida por sus grabaciones en dueto con George Jones en la década de los años 1960. En los 70 fue una artista en solitario de gran éxito. Su canción más conocida en esta modalidad fue su número uno "No Charge".

## Discografía
- Discografía de Melba Montgomery.